# Bohunicien

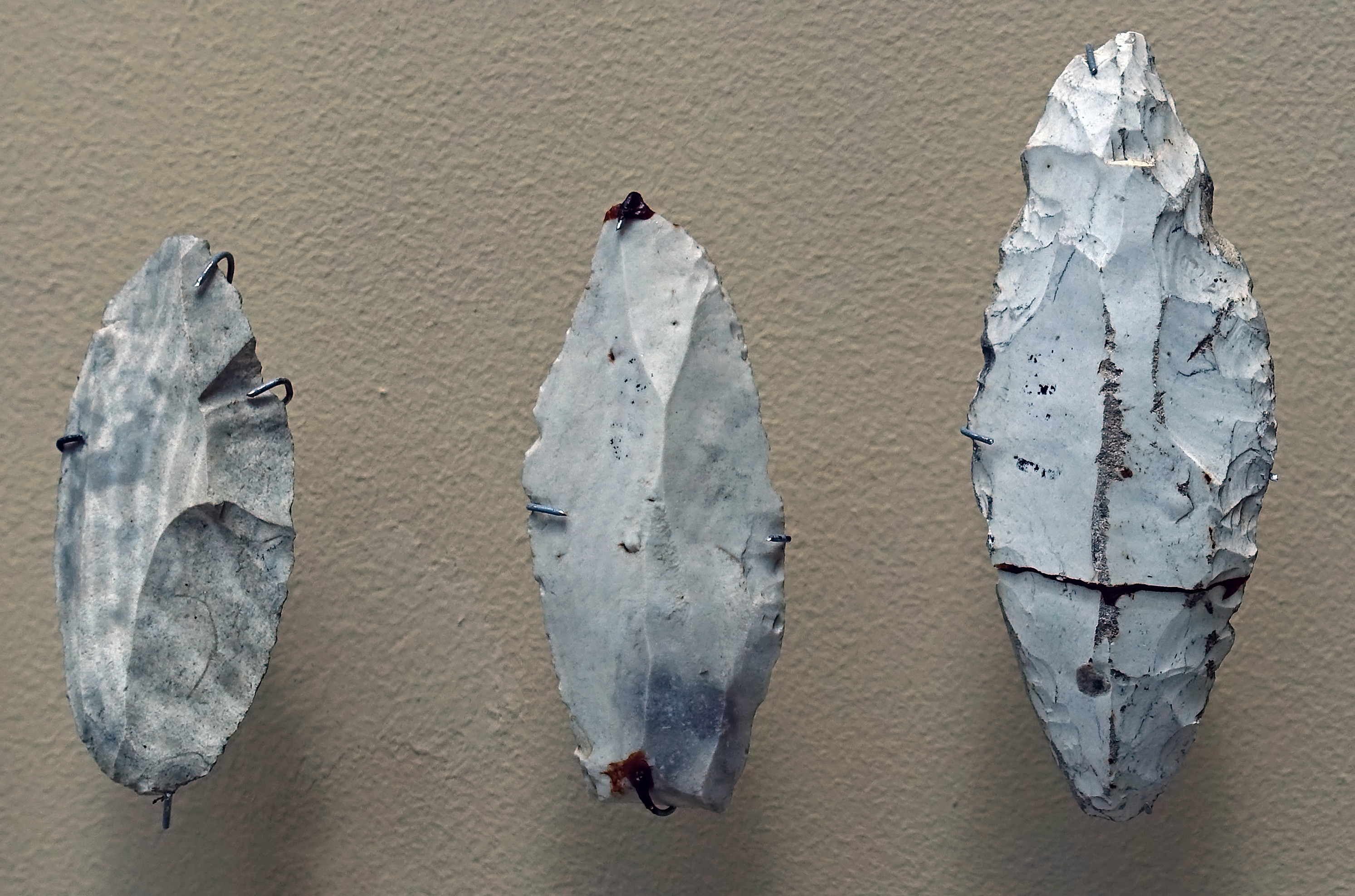
Kamenná industrie kultury bohunicien

Bohunicien je kamenná štípaná industrie mladého paleolitu, jejíž nositelé se pohybovali na území jižní Moravy někdy před 40 000 až 35 000 lety. O identitu představitelů se vedou spory, jelikož dosud nebyly nalezeny žádné lidské kosti, snad se jednalo o Homo sapiens neanderthalensis. Industrie je rozšířena jen v brněnské kotlině (s výjimkou Dolních Kounic a Lhánic u Moravského Krumlova), protože technika zpracování se vázala na jurské rohovce ze Stránské skály.
Starší fáze bohunicienu, která pravděpodobně vycházela z moustérienu, probíhala ještě v doznívajícím středním paleolitu na sklonku prvního plenignlaciálu poslední doby ledové. Mladší fáze se již plně řadila do mladého paleolitu a byla současná szeletienu.
Mezi nejvýznamnější lokality patří Červený kopec v Brně-Bohunicích, kde Karel Valoch poprvé prozkoumal dílnu s charakteristickou kamennou industrií.
Typickou je pro bohunicien vyspělá levalloiská technika, kdy z dvoupodstavových jader byly sbíjeny čepelovité tvary - hlavně typické trojúhelníkové hroty. Nejčastěji nalézanou industrií jsou hroty, škrabadla, čepele, rydla a vrtáky.